# Run of the Mill
«Run of the Mill» (укр. Рух млина) ― балада англійського хеві-метал-гурту Judas Priest з дебютного альбому Rocka Rolla. Пісня була вперше написана гітаристом Кеннетом Даунінґом, незабаром після того, як до гурту приєднався вокаліст Роб Гелфорд. Даунінг написав її, зокрема для того, щоб продемонструвати унікальний вокальний діапазон Гелфорда.
Вперше трек був записаний у вигляді демо приблизно в 1973 році, разом з іншою ранньою піснею гурту, «Whiskey Woman». Пізніше цей трек у зміненому вигляді з'явиться на другому альбомі під назвою «Victim of Changes». Тодішній менеджер гурту Дейв Корк приніс демо-запис на лейбл Gull Records, який пізніше підписав контракт з групою після того, як їхній президент Девід Гауеллс відвідав виступ гурту разом з Budgie у лондонському клубі Marquee 11 лютого 1974 року. Пісня була записана для дебютного альбому Rocka Rolla влітку 1974 року.
Текст пісні розповідає про бідного старого, чиї «перспективи» на хороше життя «зникли», і який тепер переслідується і розгублений сучасним суспільством. Після перших двох куплетів йде довге гітарне соло Даунінґа, а Ґленн Тіптон грає на клавішних. Наприкінці пісні музика стає важчою, коли Гелфорд демонструє свій вокальний діапазон, виводячи останні рядки.
Хоча Judas Priest не виконували цю пісню з середини 1970-х, багато шанувальників і критиків вважають її однією з найяскравіших композицій альбому і класичним треком раннього періоду творчості гурту.

## Склад
- Роб Гелфорд — вокал
- Ґленн Тіптон — гітара
- К. К. Даунінґ — гітара[5]
- Іен Гілл — бас-гітара
- Джон Гінч — ударні